# マズバズ

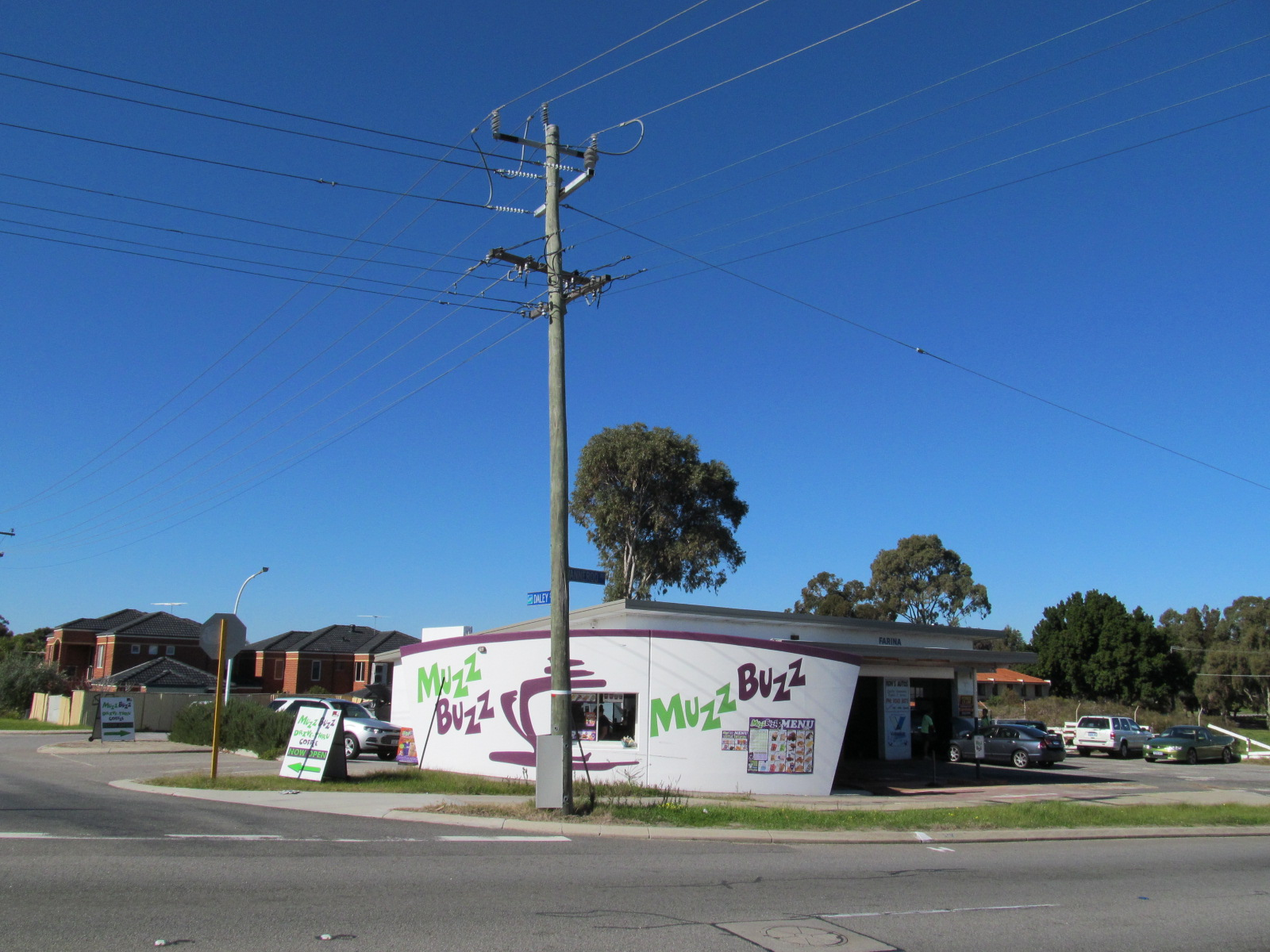
西オーストラリア州ヨーキーンにあるマズバズの店舗。2012年7月撮影。

マズバズ (Muzz Buzz) は、オーストラリア資本が所有して運営している西オーストラリア州パースを中心に展開しているドライブスルー方式のコーヒー店のフランチャイズ・チェーン。2001年にパース大都市圏の郊外地区のひとつであるベルモントで創業したマズバズは、その後、急速に成長した。カーボンコピーのように同じフライチャイズ店を展開するモデルにより、マズバズの店舗はパース大都市圏内で35店舗、ビクトリア州に10店舗、クイーンズランド州に2店舗、南オーストラリア州に2店舗、さらにニュージーランドに2店舗がある。

## 沿革
マズバズは、オーストラリアでプレミアム・コーヒーへの嗜好が高まったことを受けて創業したが、創業当時は、パース大都市圏内でドライブスルー方式でプレミアム・コーヒーを出す店はほとんどなかった。
フランチャイズによる出店は2004年から始まり、ひとつひとつの店舗は、オリジナルの店舗のデザインや雰囲気によく似るように作られている。フランチャイズの最初の店舗は、モスマン・パークに、ウォーレン・レイノルズ (Warren Reynolds) によって出店され、以降レイノルズはパース大都市圏でフランチャイズ店の急拡大を実現した。特異な店舗デザインは、特大のコーヒー・カップを思われるような形状と、会社のカラーである白・緑・紫の色の組み合わせで飾られている。
西オーストラリア州の外への進出は2006年から始まり、ニューサウスウェールズ州、南オーストラリア州、クイーンズランド州、ビクトリア州への進出が検討された。2014年2月現在、バズマズはオーストラリアの4つの州で、56店のドライブスルー方式の店舗を運営している。オーストラリア国外のフランチャイズ権は、旧東側ブロックについてはベラルーシに売却されているほか、トルコと中東、南アフリカ、ニュージーランド（既に2店舗が出店）、イギリス、シンガポールが売却されており、将来の北アメリカ進出についても交渉が続けられている。さらに、レイノルズがインタビューで語っている内容によれば、中国からも商談の打診を受けているという。
マズバズは、オーストラリア・フランチャイズ評議会 (Franchise Council of Australia) の一員であり、2012年には調査会社 10 Thousand Feet による独自の調査に基づいて、オーストラリアでトップ10に入るフランチャイザーと評価された。

## メニュー
店舗によって、商品の値付けに多少の違いはあるが、各店舗が提供するメニューは、店舗間で大きく違わず、容易に再現できるものとなっている。
温かい飲み物の、容器の大きさの表現は、Short - Tall - Grande - The Really Big One となっている。冷たい飲み物は、Tall か Grande の大きさで提供される。コーヒーは挽きたてのコーヒー豆で淹れている。この他にも様々な飲み物や食べ物が提供されている。
運転中の飲みやすさを考慮し、温かい飲み物についてもストロー付きで提供することになっている。

## 日本での展開

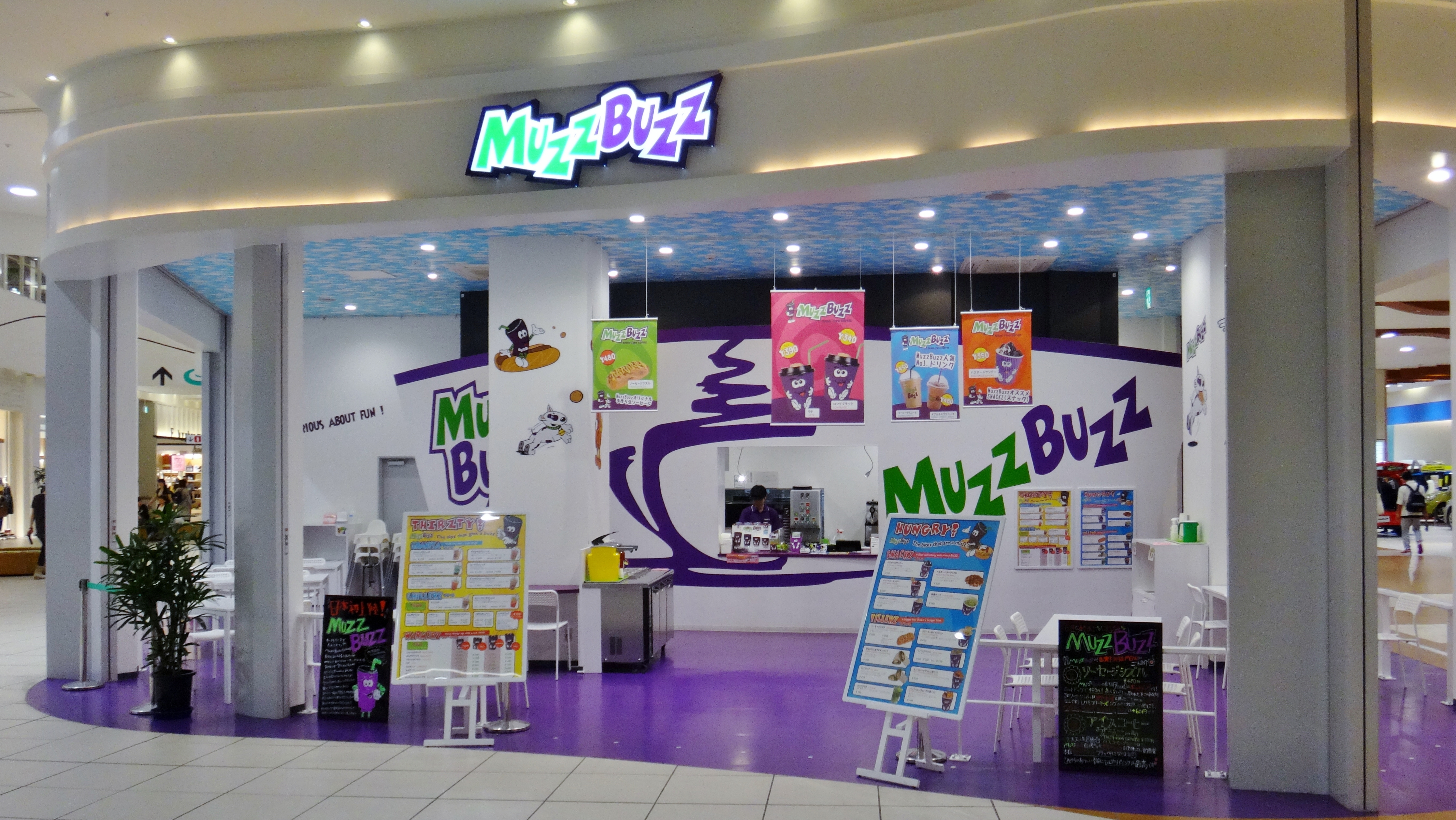
埼玉県のショッピングモール、イオンレイクタウン内にある、マズバズの日本1号店。2015年9月撮影。

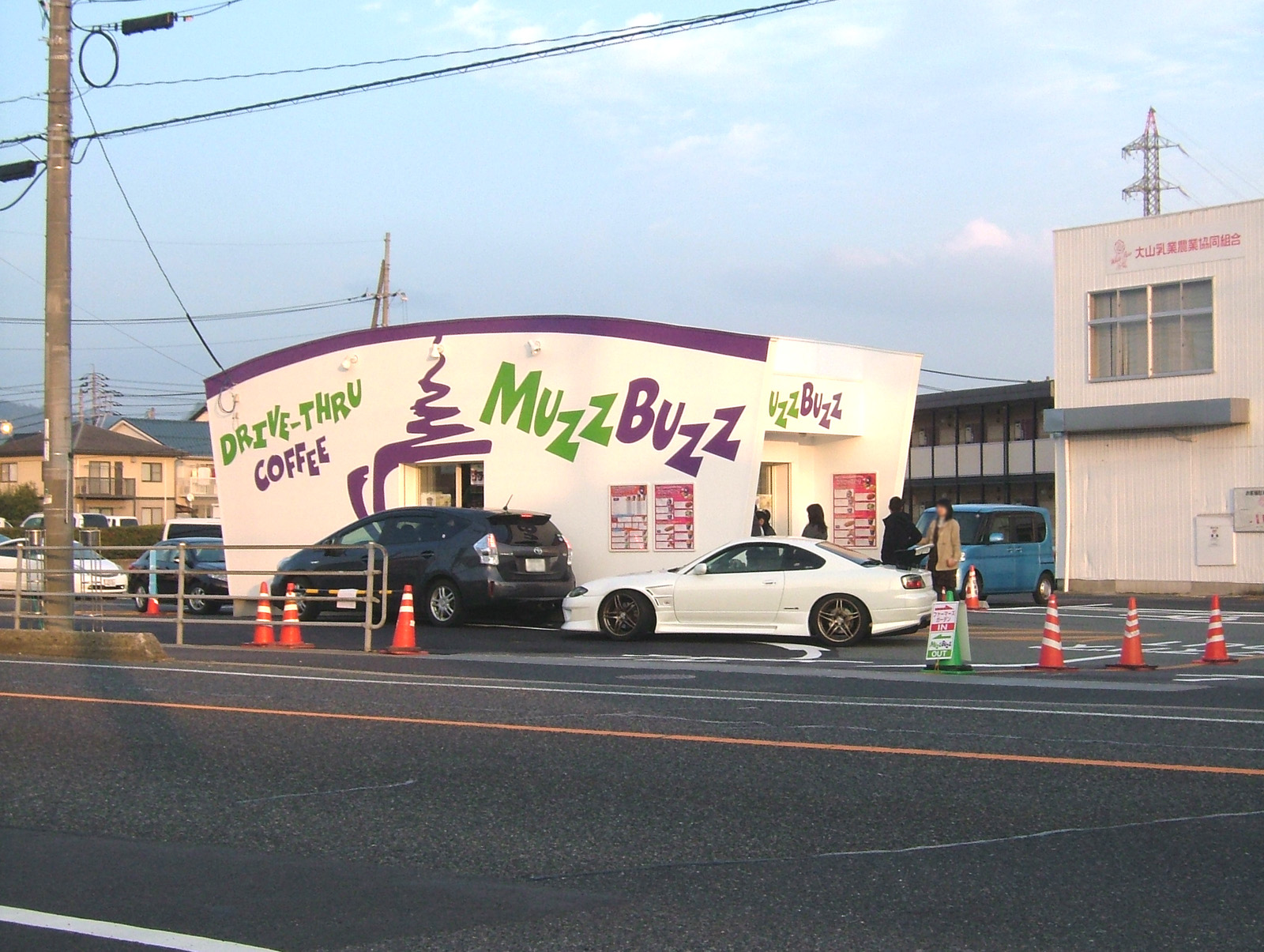
鳥取県鳥取市吉成、マズバズの日本ドライブスルー1号店

日本では、千葉市に本社を置くMuzz Buzz Japan（マズバズジャパン） Co., Ltd.が、2015年から出店を始めている。
日本第1号店は、2015年3月20日に、埼玉県越谷市のショッピングモール、イオンレイクタウン内に出店したが、これは屋内の店舗であり、ドライブスルー型ではない。メニューには、オーストラリアにはないホットドッグ「Sausage Sizzle」なども採用されている。
マズバズの本来の形態であるロードサイドのドライブスルー方式の店舗については、2015年秋に鳥取砂丘前に出店するという計画が表明されていたが、この計画は難航し、結局、2015年12月19日に鳥取市吉成の国道53号沿いに、ドライブスルー型1号店が開店した。
日本における最初のフランチャイズ店舗である大阪貝塚店は2016年3月12日にオープンした。
日本国内については、今後10年間で300店舗を目標にしていたが、2016年末、埼玉店、大阪店と閉店が相次ぎ、残った鳥取県内でも原材料の輸入待ちを理由に休店としていたが、2017年3月現在は、全店舗閉店し、日本語版公式サイトは閉鎖されている。なお、公式に撤退のアナウンスはされていない。